# ارز (کیبوتص)
اِرِز (عبری: אֶרֶז‎) یک کیبوتص در جنوب غربی اسرائیل است. این کیبوتص که تنها در ۱ کیلومتری شمال نوار غزه قرار دارد، همنام گذرگاه ارز در نزدیکی آن است. ارز در سال ۱۹۴۹ تأسیس شد و در سال ۱۹۵۰ به مکان فعلی خود منتقل شد. در سال ۲۰۱۹، جمعیت آن ۵۵۸ نفر بود.